# Chemin de fer du Hedjaz
Le chemin de fer du Hedjaz est une ligne à voie étroite (écartement de 1 050 mm) qui reliait Damas en Syrie à Médine en Arabie, en traversant le Hedjaz, région du nord-ouest de l'Arabie saoudite. Construit sur l'ordre du sultan Abdul Hamid II, le projet est particulièrement encouragé et suivi par Ahmed Izzat al-Abed.

## Origine
Le projet est présenté comme un chemin de fer religieux, destiné à faciliter le pèlerinage à la Mecque, mais aussi à renforcer l'emprise des Ottomans sur l'ensemble de la région et à favoriser les échanges commerciaux entre Damas et Médine.

## Construction
Les travaux de construction commencent en 1900, ordonnés par le sultan Abdulhamid Han, financés principalement par lui et avec l'assistance de l'Allemagne. Ils sont dirigés par l’ingénieur allemand August Meissner, dit August Pacha. Ce chemin de fer présente deux particularités : il ne supporte aucune dette lorsqu'il est mis en service, et la voie se trouve sous le niveau de la mer sur plusieurs kilomètres.
La ligne atteint Médine le 1er septembre 1908, jour anniversaire de l'accession au trône du sultan. Malheureusement, pour respecter impérativement cette date, il a fallu faire au plus vite et des tronçons de voies sont posés directement sur des remblais dans les lits de certains oueds.
Le projet annoncé au début de prolonger la ligne jusqu'à la Mecque n'est alors pas réalisé. La ligne ne va pas plus au sud que Médine, à 1 300 km au sud de Damas.

## Histoire

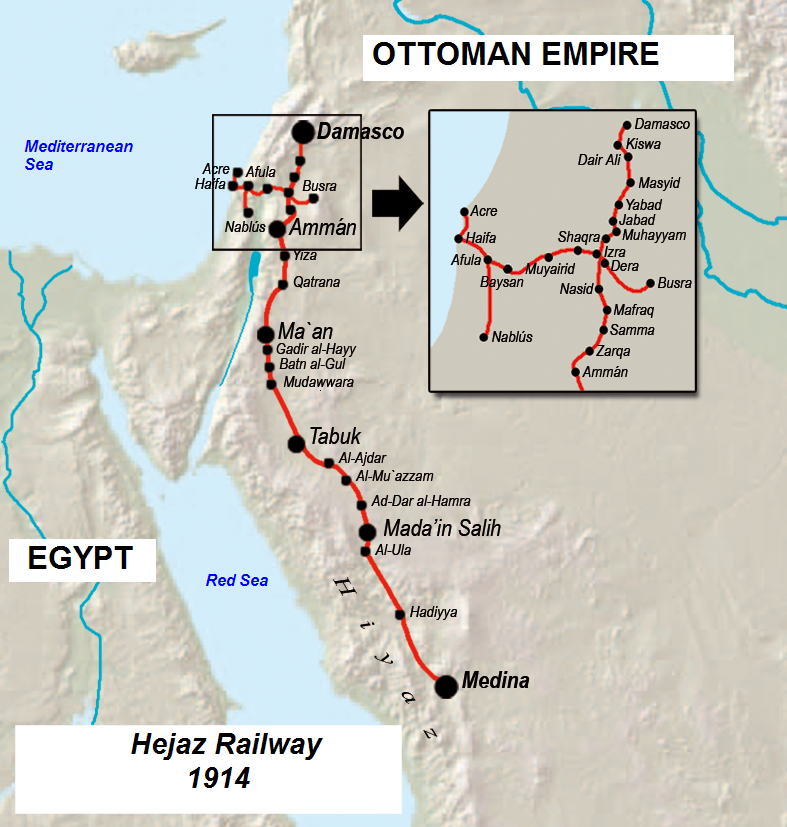
Tracé historique du chemin de fer du Hedjaz en 1914.

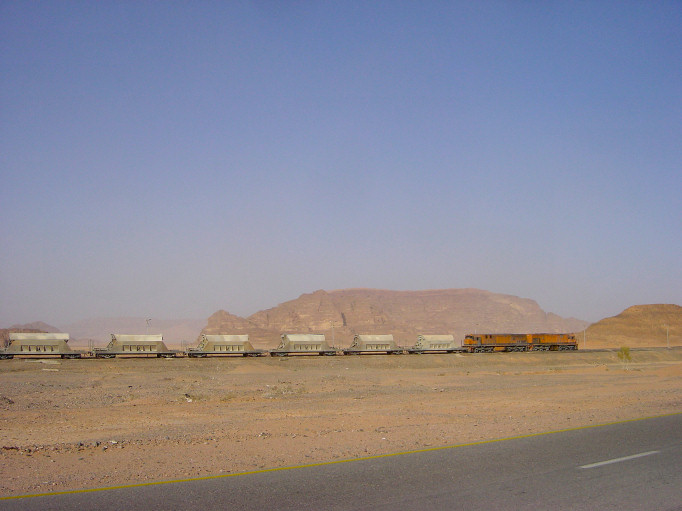
Train de transport de phosphates sur la section menant à Aqaba.

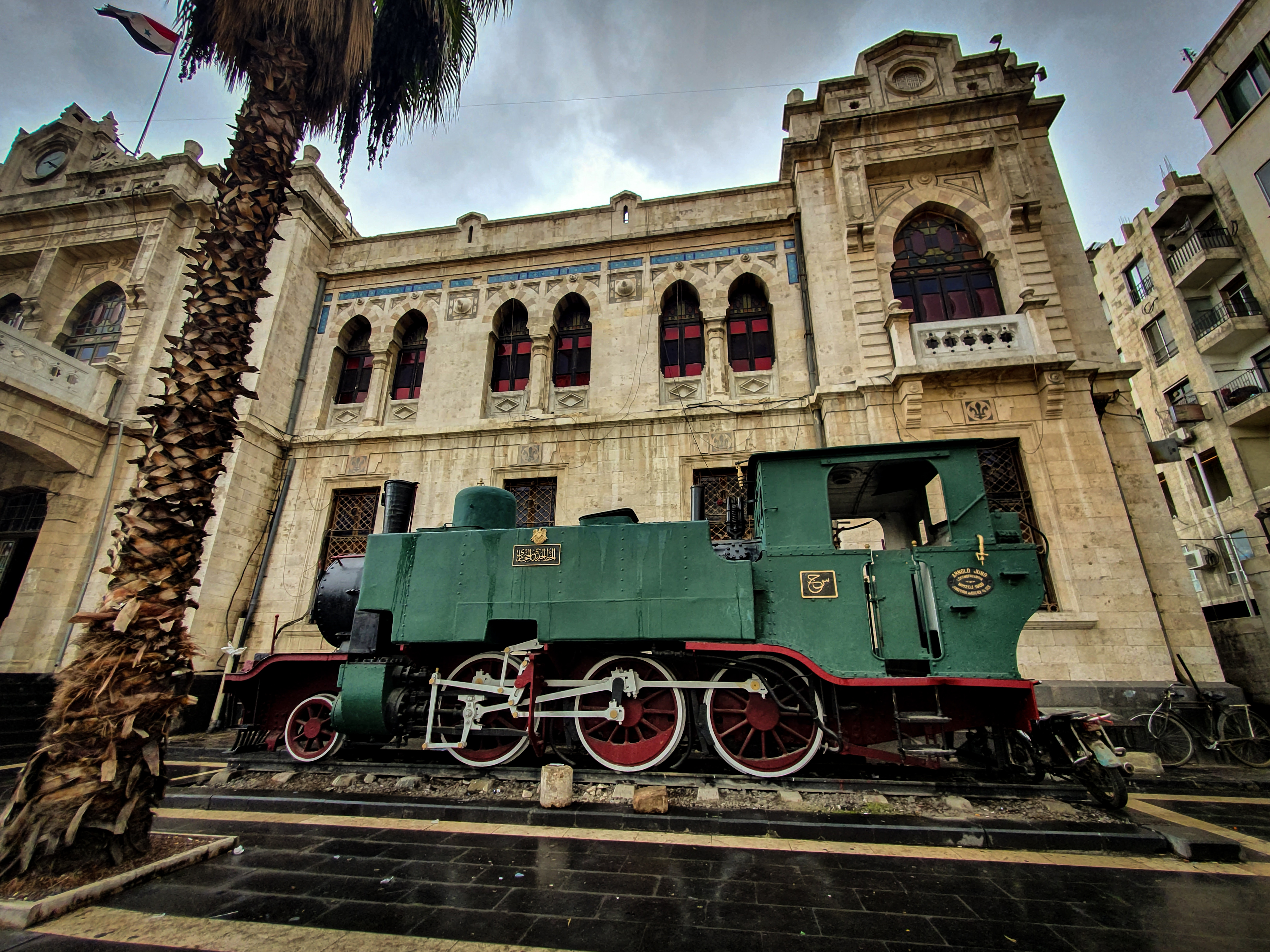
Une locomotive du chemin de fer du Hedjaz à Damas en mars 2019.

Dès le début, le chemin de fer est l'objet d'attaques par les tribus arabes voisines. Même si ces attaques ne réussissent jamais, les Turcs ne parviennent pas à contrôler le terrain sur plus d'un ou deux kilomètres de part et d'autre de la voie. Certains tronçons sont posés sur des traverses métalliques, pour contrer les habitudes locales qui consistent à se servir des traverses en bois pour alimenter les feux de camp.
La ligne est endommagée à plusieurs reprises au cours des combats de la Première Guerre mondiale, en particulier du fait des attaques des bandes arabes dirigées par Lawrence d'Arabie. 
Après l'éclatement de l'Empire ottoman, le chemin de fer du Hedjaz n'est jamais remis en exploitation au sud de la frontière entre la Jordanie et l'Arabie saoudite.
Une tentative de réouverture de la ligne est faite au milieu des années 1960, mais elle est abandonnée à cause de la guerre des Six Jours.

## Situation actuelle
Deux parties de la ligne du Hedjaz fonctionnent toujours à l'heure actuelle, en Syrie et en Jordanie, et constituent d'ailleurs l'essentiel des chemins de fer jordaniens. L'une relie Damas à Amman, et l'autre les mines de phosphates de Ma'an au golfe d'Aqaba. En 2004, le terminus historique de la gare du Hedjaz à Damas est fermé, et la ligne finit maintenant à la gare de Qadam, dans la banlieue de Damas.
En Arabie saoudite, des vestiges du chemin de fer, voie, bâtiments et matériel roulant, sont conservés comme attractions touristiques à Médine. Les trains détruits par Lawrence d'Arabie sont encore visibles.
En août 2005, au prétexte de sécurité, la municipalité de Médine démolit un pont de l'ancienne ligne, malgré l'opposition des habitants et des historiens. A la suite de ces protestations, le Prince Sultan ibn Salman, ministre du tourisme, évoque la reconstruction de ce pont et la rénovation de la ligne à des fins touristiques.
En 2018, une liaison à grande vitesse est inaugurée entre Médine et La Mecque, via Djeddah.